# Intendencia Departamental de Rivera
La Intendencia Departamental de Rivera (hasta 2010 Intendencia Municipal de Rivera o I.M.R.) es el organismo encargado del gobierno local del departamento de Rivera, Uruguay. 
Desde las elecciones departamentales y municipales de Uruguay de 2020 el intendente de Rivera es Richard Sander, del Partido Colorado.

## Geografía
El departamento de Rivera está ubicado al noreste de la República Oriental del Uruguay, con una superficie de 9.370 km cuadrados y una población, según el INE de 103.493 habitantes (CENSO 2011).
Sus límites son: al Norte la República federativa de Brasil; al Este el departamento de Cerro Largo; al Sur el departamento de Tacuarembó y al Oeste los departamentos de Artigas y Salto.

## Historia
En 1823 se funda Santana do Livramento y en 1837, se divide el departamento de Paysandú en dos, surgiendo el departamento de Tacuarembó (con 25.000 km cuadrados, cuya capital era Villa de San Fructuoso de Tacuarembó, fundada en 1832 por Bernabé Rivera).
Como el gobierno uruguayo comenzó a preocuparse por el avance de las costumbres e idioma portugués en el territorio nacional, luego de la Guerra Grande, a partir de 1853, se comienzan a instalar los marcos para señalizar los límites geográficos. El 7 de mayo de 1862 se crea el Pueblo de Ceballos, en homenaje al Virrey Pedro de Ceballos, frente al pueblo de Santa Ana de Livramento y en julio de 1867 pasa a ser Pueblo de Rivera, en homenaje al Coronel Bernabé Rivera.
El 1º de octubre de 1884 durante la presidencia de Máximo Santos, se promulgó la Ley de creación del departamento de Rivera, en honor al General Fructuoso Rivera (primer Presidente Constitucional de la República y fundador del Partido Colorado, setiembre de 1836, en los campos de Carpintería).
De acuerdo a la Constitución de 1830, los departamentos eran administrados por una Junta Económico Administrativa, el 2 de octubre de 1884 el Poder Ejecutivo nombra al Coronel José Nemesio Escobar como el primer Jefe Político y de Policía del departamento y el 24 de octubre de 1884 se reúne la Junta Económica Administrativa, pasando estas últimas a ser electas desde 1894, siendo su primer Presidente electo el Sr. Faustino Carámbula.
Se sucedieron diversos Jefes Políticos y de Policía, hasta que el 18 de diciembre de 1908 se promulgó la Ley de Creación de las Intendencias en todos los departamentos, por lo que el 19 de enero de 1909, el Poder Ejecutivo designó al Proc. Agustín Ortega como el primer Intendente de Rivera.
El edificio sede inaugurado en 1984 en el marco del centenario departamental se encuentra en la capital departamental sobre la calle Agraciada, frente a Plaza Artigas, en el microcentro.

## Emblemas departamentales
El escudo del departamento fue creado por Decreto Municipal N° 2827 de fecha 13 de agosto de 1938 y en 1998 se crea la Bandera Departamental, siendo aprobado por la Junta Departamental (Acta N° 31 del 15 de setiembre de 1998) el proyecto ganador del concurso cuyas bases fueron establecidas por Resolución Municipal N° 1365 de fecha 30 de abril de 1998. Juntas Locales en el interior del departamento.

## Intendentes del departamento de Rivera
| Período   | Intendente |
| --------- | --- |
| 1909-1911 | Proc. Agustín Ortega |
| 1911      | Dr. Gabriel Anollés |
| 1911-1917 | Ing. Carlos Bica |
| 1917-1920 | Julio Nano (h) |
| 1920-1923 | Consejo: Baltazar Brum, Geremías de Mello y Nicolás Ceferino Fajardo                                                                 |
| 1923-1926 | Consejo: Geremías de Mello, Mauricio Ramis, y Nicolás C. Fajardo                                                                     |
| 1926-1929 | Consejo: Atilio Paiva Olivera, Aurelio Carámbula, Abel Segarra (Agustín R. Bisio sustituye por fallecimiento a Atilio Paiva Olivera) |
| 1929-1932 | Consejo: Hildebrando de Barros, Agustín R. Bisio y Ernesto P. Sosa                                                                   |
| 1933-1934 | Interinatos: Miguel Aguerre Aristeguy, Hildebrando de Barros y Carlos Welker                                                         |
| 1934-1938 | Alberto Helguera (Jacinto Chiossoni completó el período)                                                                             |
| 1938-1939 | Antonio Carámbula |
| 1939-1943 | Julio César De Barros |
| 1943-1945 | Dr. Miguel Aguerre Aristegui |
| 1945-1947 | Mario Berrutti Corsini |
| 1947-1949 | Claudio Martín Damborearena |
| 1949-1951 | Eduardo Pachiarotti |
| 1951-1955 | Orlando Gil Martins |
| 1955-1959 | Consejo: Bernardo Ferreira Ávila, Cipriano González, Guido Machado Brum, Arturo Grau, y Claudio Barboza                              |
| 1959-1963 | Consejo: Juan Carlos Ripoll, César Rodríguez Ibarburu, Zenón Alejandro García, Guido Machado Brum, Carlos De Mello                   |
| 1963-1967 | Consejo: Carmelo Sosa, Cirilo García, Walter Saravia, Altivo Esteves, Walter Bravo 1967-1972 Nero de Barros                          |
| 1972-1981 | Adolfo B. Gutiérrez* |
| 1981-1983 | Intendente Interventor: Cnel. Raúl G. Mermot*                                                                                        |
| 1983-1984 | Intendente Interventor: Ariel Pereira*                                                                                               |
| 1984      | Intendente Interventor: Carlos Gutiérrez Fabris*                                                                                     |
| 1985-1989 | Dr. Altivo Esteves Freire |
| 1989-1990 | Edison Santestevan |
| 1990-1994 | Martín Padern |
| 1994-1995 | Gabriel Baraibar |
| 1995      | Walter Riesgo |
| 1995-2000 | Asdrúbal Vázquez Nicolini |
| 2000-2005 | Tabaré Viera Duarte |
| 2005      | María Terrón Funes |
| 2005-2010 | Tabaré Viera Duarte |
| 2010      | Dr. Vilibaldo Rodríguez |
| 2010-2015 | Dr. Marne Osorio Lima |
| 2015      | Abilio Briz |
| 2015-2019 | Dr. Marne Osorio Lima |
| 2019-2020 | Richard Sander |
| 2020      | Alma Galup |
| 2020-2025 | Richard Sander |
| 2025      | José Mazzoni |
| 2025-2030 | Richard Sander |

Nota: (*) Entre el 1973 y 1985 los intendentes desempeñaron su función de facto bajo una dictadura cívico-militar.

## Cometidos
- Ordenamiento del tránsito en todo el departamento (menos en las rutas nacionales, que son administradas por el gobierno nacional).
- Saneamiento.
- Turismo.
- Administración de los espacios públicos.
- Medio Ambiente.
- Administración de las bibliotecas del departamento.
- Organización de espectáculos públicos.
- Obras en el departamento, etc.

## Juntas Locales
La Intendencia está descentralizada por medio de las Juntas Locales y alcaldías, ubicadas en importantes centros urbanos del departamento, como Tranqueras, Vichadero, Minas de Corrales, La Puente y Las Flores.